# Hołowce
Hołowce (biał. Галаўцы; ros. Галовцы) – wieś na Białorusi, w obwodzie mińskim, w rejonie nieświeskim, w sielsowiecie Horodziej.
We wsi znajdują się ruiny dworu i destylarni Obuchowiczów.

## Historia
W dwudziestoleciu międzywojennym leżały w Polsce, w województwie nowogródzkim, w powiecie nieświeskim, w gminie Snów. W 1921 miejscowość liczyła 72 mieszkańców, zamieszkałych w 10 budynkach, w tym 45 Polaków i 27 Białorusinów. 44 mieszkańców było wyznania rzymskokatolickiego i 28 prawosławnego.
Po II wojnie światowej w granicach Związku Sowieckiego. Od 1991 w niepodległej Białorusi.

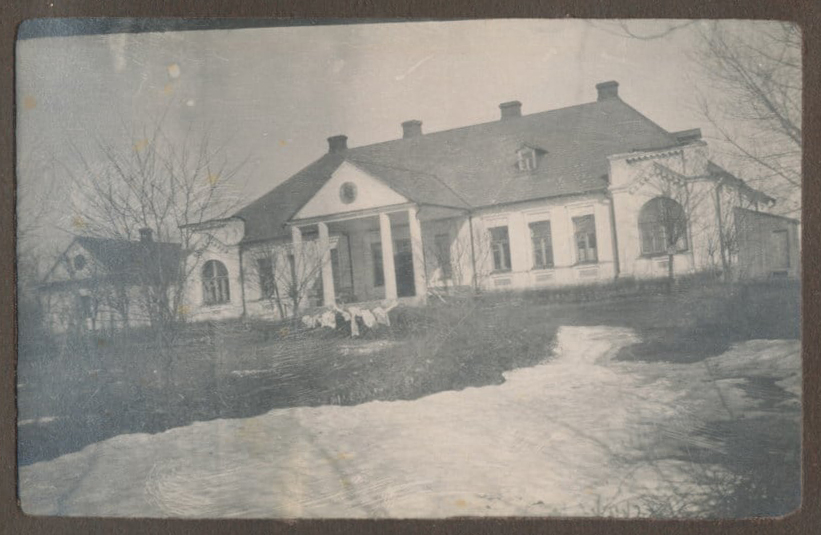
Dwór Obuchowiczów w 1918 roku